# Andrea Halle
Andrea Halle (* 1980) ist eine deutsche Rettungsschwimmerin.
Sie startete bei der Rettungsschwimm-Europameisterschaft 2003 und gewann zwei Mal Teamgold, davon einmal in der 4-mal-25-Meter-Puppenstaffel. Beim 50-Meter-Retten-einer-Puppe belegte sie den siebenten, in der kombinierten Rettungsübung über 100 Meter den sechsten Platz. Im Jahr 2004 wurde sie Weltmeisterin. Halle studierte Sport- und Wirtschaftswissenschaften in Magdeburg. Seit 2008 ist sie beruflich für die VfL Wolfsburg-Fußball GmbH tätig und startete für den TV Jahn Wolfsburg.
Im Jahr 2006 durfte sich Halle in Anerkennung ihres sportlichen Erfolgs als Rettungsschwimmerin in das Goldene Buch der Stadt Magdeburg eintragen.